# IAESTE
IAESTE (International Association for the Exchange of Students for Technical Experience) ist eine internationale Vereinigung, die Auslandspraktika für Studenten technischer und naturwissenschaftlicher sowie für land- und forstwirtschaftlicher Studienrichtungen organisiert. Zusätzlich zur Vermittlung von Praktikumsplätzen (und teilweise auch längerfristiger Beschäftigungsverhältnisse) unterstützt die Organisation ihre Praktikanten auch bei den Einreiseformalitäten und organisiert die Unterkunft sowie ein Freizeitprogramm im Gastland.

## Gründungsprinzip und -mitglieder
Die Organisation ist unpolitisch und unabhängig. Sie wurde 1948 auf Anregung von James Newby am Imperial College in London gegründet, um zur besseren Völkerverständigung im Nachkriegseuropa beizutragen. Eine Zielsetzung der Organisation ist daher ausdrücklich auch die kulturelle Bereicherung für die Praktikanten und ihre Gastländer. Heute vermittelt die Organisation etwa 5.000 Studierende pro Jahr.
Die 10 Gründungsmitglieder waren Belgien, Dänemark, Finnland, Frankreich, Großbritannien, die Niederlande, Norwegen, Schweden, die Tschechoslowakei und die Schweiz. Die Anzahl der Mitgliedsländer ist von ursprünglich 10 europäischen Ländern mittlerweile auf 86 Länder weltweit angewachsen.
Seit 2005 ist IAESTE eine eingetragene, gemeinnützige Vereinigung nach Luxemburgischem Recht ("association sans but lucratif").

## Ziele und Aufgaben

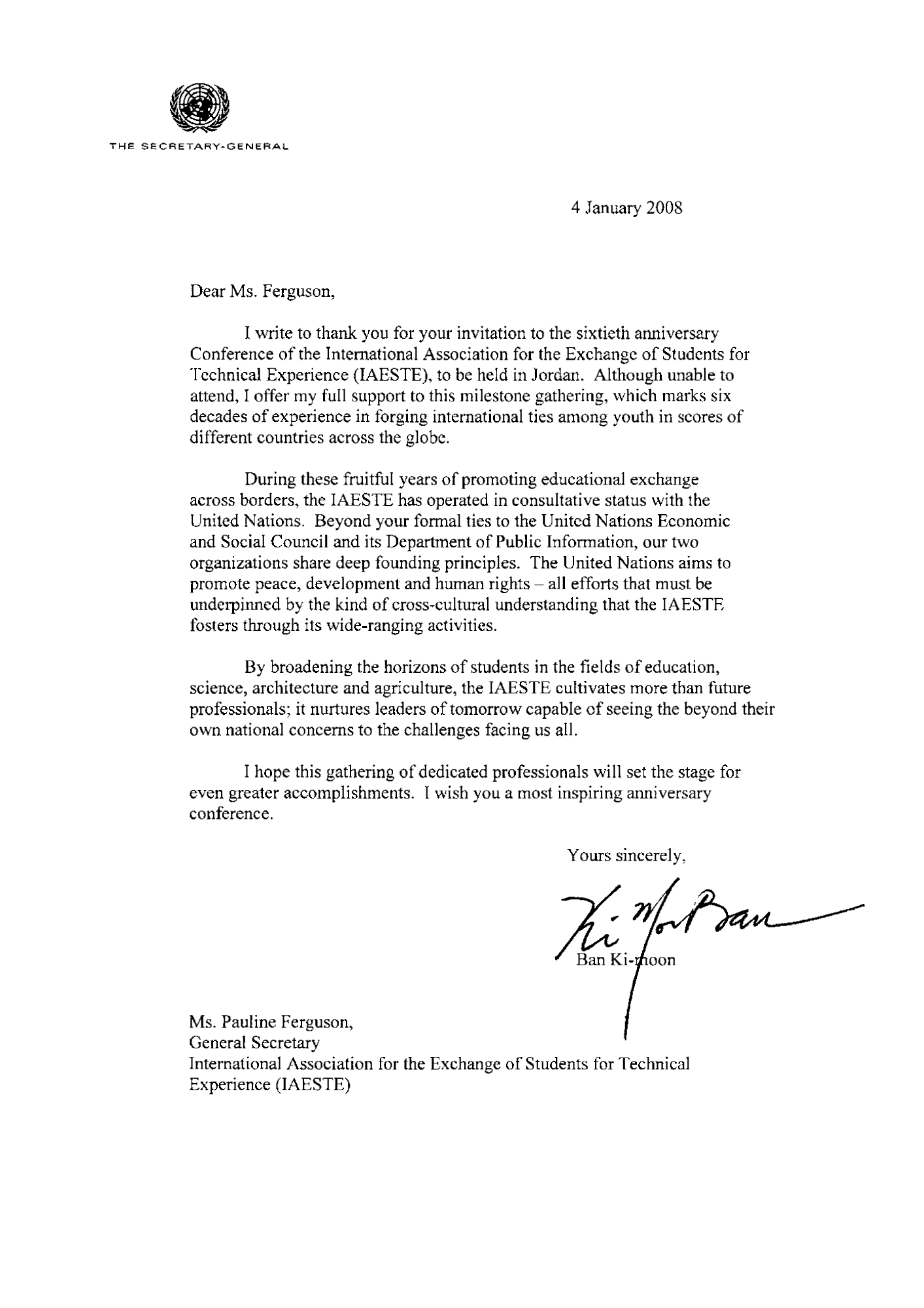
Brief von UN-Generalsekretär Ban Ki-moon.

Die Ziele wurden von der Situation im Nachkriegseuropa stark beeinflusst. Wesentliche Ziele sind
- Studenten technischer Hochschulen die Möglichkeit zu geben, im Ausland Berufs- und Lebenserfahrung im weitesten Sinne zu sammeln.
- Die internationale Verständigung zwischen Studenten aller Nationen und Staaten, unabhängig von ihrer Rasse, Hautfarbe, ihrem Geschlecht oder Glauben zu fördern.
- Interessierten Unternehmen und akademischen Einrichtungen gut ausgebildete und motivierte Studenten zu vermitteln (erweitertes Austauschprogramm).

In manchen Ländern organisiert die Organisation an technischen Universitäten auch sog. Firmenkontaktmessen, zu denen Unternehmen fachkundige Vertreter und Kontaktpersonen entsenden. Unternehmenspräsentationen oder Podiumsdiskussionen sollen weitere Bindeglieder zwischen Studenten und Unternehmen bilden.
Seit einigen Jahren werden auch Studierende anderer Fachrichtungen in das Programm aufgenommen. Schwerpunkt bleiben jedoch ingenieur- und naturwissenschaftliche sowie land- und forstwirtschaftliche Praktika.

## Allgemeine Organisationsstruktur
In jedem Mitgliedsland der Organisation gibt es ein  National Committee, das für die Abwicklung des Studentenaustauschs im jeweiligen Land verantwortlich ist. Viele Hochschulstandorte führen zusätzlich sogenannte Local Committees (LC) für die Betreuung der Studenten vor Ort. Einmal jährlich im Januar treffen sich Delegationen aus allen Mitgliedsstaaten bei der General Conference.
Während die Organisation im deutschsprachigen Raum sehr stark durch die ehrenamtliche Arbeit von Studenten für Studenten getragen wird, wird sie in anderen Ländern oft überwiegend von berufstätigen Freiwilligen oder von eigens dafür bezahlten Personen organisiert.
Der Studentenaustausch funktioniert in der Regel nach einem 1:1-Tauschsystem, d. h. jedes Land erhält genauso viele Praktikumsplätze wie es selbst zur Verfügung stellt. Traditionell stellen allerdings Länder mit einem relativ hohen Bruttonationaleinkommen (BNE) mehr Plätze zur Verfügung, als sie selbst erhalten. Deutschland ist mit Abstand das Land mit dem größten Angebot an Praktikumsplätzen. Hauptaufgabe der IAESTE-Mitarbeiter ist nicht nur die Beratung und Betreuung der Studenten, sondern auch das Organisieren von Praktikumsplätzen für ausländische Studenten im eigenen Land sowie die Organisation von Unterkünften, Visum und Unterhaltungsprogramm.

## Deutschland

### Organisationsstruktur
Das deutsche Nationalkomitee ist beim Deutschen Akademischen Austauschdienst im Referat „Auslandsschulen, Praktika und Hochschulsommerkurse - ST41“ angesiedelt. Zusätzlich dazu wird die Arbeit auf lokaler Ebene durch eine Vielzahl von ehrenamtlich arbeitenden Studenten und durch die Akademischen Auslandsämter der Hochschulen unterstützt.

### Praktikanten in Deutschland
In Deutschland werden jährlich etwa 500 Praktikumsplätze angeboten. Dazu werben die Lokalvertretungen Praktikumsplätze bei örtlichen Unternehmen oder öffentlichen Einrichtungen ein. Die potenziellen Arbeitgeber haben dadurch die Möglichkeit auf einen sehr großen Pool ausländischer Studenten zuzugreifen. Sowohl für die Praktikanten als auch für die Arbeitgeber sind die Dienste der IAESTE prinzipiell kostenfrei.
Die Vergütung für IAESTE-Praktikanten in Deutschland beträgt mindestens 861 Euro (Stand Januar 2021), in Anlehnung an den BAföG-Höchstsatz. Zusätzlich zu den Verwaltungsaufgaben werden eine Vielzahl von Aktivitäten und Fahrten für die ausländischen Studenten angeboten. So gibt es jedes Jahr große Events in Aachen, Berlin, München und vielen anderen Städten, in denen die IAESTE vertreten ist. Als bekannte und größere Veranstaltung in Deutschland hat sich das MünchenWochenende (MüWo) etabliert. Insgesamt gibt es (Stand Oktober 2021) 40 lokale Vertretungen in unterschiedlichen Größen und Formen an vielen Hochschulen in Deutschland.

### Praktikum im Ausland
Studierende an einer deutschen Hochschule können sich bei ihrem Lokalkomitee bzw. dem Akademischen Auslandsamt ihrer Hochschule um einen Praktikumsplatz über die Organisation bewerben. Bis auf gute Englischkenntnisse sind für eine Bewerbung prinzipiell keine weiteren Leistungen notwendig. Die konkreten Anforderungen an den Praktikanten können jedoch je nach Praktikumsplatz stark variieren. Die Organisation vermittelt nur Praktika, welche zuvor von ihr angeworben wurden und nur über IAESTE angeboten werden.

## Österreich

### Organisationsstruktur
In Österreich ist die IAESTE komplett studentisch organisiert. Das österreichische Nationalkomitee hat seinen Sitz in Wien. In ganz Österreich gibt es sechs Lokalkomitees, welche auch weitere Universitäten und Hochschulen im Einzugsgebiet betreuen:
- IAESTE BOKU, an der Universität für Bodenkultur Wien
- IAESTE Graz an der Technischen Universität Graz
- IAESTE Innsbruck an der Universität Innsbruck
- IAESTE Leoben an der Montanuniversität Leoben
- IAESTE Linz an der Johannes Kepler Universität Linz
- IAESTE Wien an der Technischen Universität Wien

Jedes Lokalkomitee stellt in Österreich einen ehrenamtlichen Verein dar, welcher komplett von Studierenden organisiert ist. Alle österreichischen Lokalkomitees sind Mitglieder des österreichischen Nationalkomitees IAESTE Austria. Das Nationalkomitee ist wiederum Mitglied bei IAESTE Global a.s.b.l. mit Sitz in Luxemburg, der internationalen Dachorganisation. Das Nationalkomitee vertritt IAESTE Austria auf internationaler Ebene und koordiniert die Lokalkomitees auf nationaler Ebene.

### Praktikanten in Österreich
Die Mitglieder der IAESTE in Österreich werben lokal in Unternehmen Anforderungsprofile (Jobausschreibungen) und tauschen diese 1:1 international. Es wird dadurch ein 1:1 Austausch ermöglicht. Jeder Job für einen ausländischen Studenten bedeutet im Umkehrschluss ein Praktikum für einen Studenten an einer österreichischen Universität im Ausland. Dadurch werden u. a. Visaformalien erleichtert. Ebenfalls sind IAESTE-Praktikanten in Österreich vom Ausländerbeschäftigungsgesetz (AuslBG) ausgenommen. Dies bedeutet, dass es für die teilnehmenden Unternehmen keinen Mehraufwand im Vergleich zu einem österreichischen Praktikanten bedeutet. Alle IAESTE-Praktika in Österreich sind mit einem Gehalt von mindestens 1.200 € pro Monat ausgeschrieben, um die Lebenshaltungskosten der Praktikanten in Österreich zu decken. Für die Incoming Trainees wird von den Lokalkomitees in Österreich neben der Unterkunft auch Hilfe bzgl. Visum und Anmeldung gegeben sowie die Unterkunft und ein großes Freizeit- und Kulturprogramm ehrenamtlich organisiert. Pro Jahr sind etwa 120 Studenten in Österreich.

### Praktikum im Ausland
Jeder Praktikumsplatz für einen Incoming Trainee sichert einem Studierenden an einer österreichischen Universität ein Praktikum im Ausland. Alle IAESTE-Praktika müssen bezahlt sein, wobei das Gehalt die Lebensunterhaltskosten im jeweiligen Land decken muss. Ein IAESTE-Praktikum kann zwischen 3 Wochen und 1,5 Jahren dauern. Meist wird von internationalen Arbeitgebern die gewünschte Dauer neben den Qualifikationen ausgeschrieben; der Bewerber kann sich aber in der Regel das Praktikum in einem gewissen Zeitrahmen selbst einteilen. Die IAESTE genießt weltweit einen Sonderstatus bezüglich Arbeitserlaubnis und Visa, und es gibt somit weit weniger bürokratischen Aufwand, als dies normalerweise der Fall wäre. Ebenfalls wird für den Studenten im Ausland eine Unterkunft sowie ein großes Freizeit- und Kulturprogramm organisiert. Um sich auf ein IAESTE-Praktikum von Österreich aus bewerben zu können, muss man Studierender an einer österreichischen Hochschule sein. Ebenfalls ist eine Teilnahme am Programm bis zu 1,5 Jahre nach dem Abschluss des Studiums möglich. Pro Jahr absolvieren etwa 80–90 österreichische Studierende ein IAESTE-Praktikum im Ausland, viele davon in der Schweiz, Kanada und China (inkl. Hongkong).

### Besondere Projekte in Österreich
Neben dem internationalen Austauschprogramm für Praktikanten technisch- und naturwissenschaftlicher Studien, finanziert sich die von Studierenden ehrenamtlich organisierte IAESTE in Österreich unter anderem durch folgende erfolgreiche Projekte und Kooperationen zwischen Studenten und Unternehmen.

#### TECONOMY
TECONOMY ist der Name der größten studentischen Karrieremessen in Österreich. Er leitet sich ab von den englischen Begriffen Technology meets Economy. TECONOMY ist eine eingetragene Marke des Lokalkomitees Graz, wird jedoch national auch von den anderen Lokalkomitees für den Namen aller Karrieremessen in Österreich verwendet. Die Karrieremessen ermöglichen Unternehmen, sich und ihre Arbeit an der Technischen Universität Wien, der Technischen Universität Graz, der Montanuniversität Leoben, Universität Salzburg und an der Johannes Kepler Universität Linz zu präsentieren und in Kontakt mit den Studierenden und Professoren sowie deren wissenschaftlichen Mitarbeitern zu treten.

#### FirmenShuttle
Das IAESTE-FirmenShuttle wurde 2009 ins Leben gerufen und bringt Studenten aus ganz Österreich einen Tag lang zu ausgewählten Top-Unternehmen aus Technik, Industrie und Forschung. Durch zahlreiche Vorträge, exklusive Führungen und spannenden Diskussionen hat man dadurch die Möglichkeit, direkt vor Ort die jeweilige Unternehmensstruktur und Abläufe hautnah mitzuerleben dabei einen tieferen Einblick in die jeweilige Arbeitswelt zu gewinnen. Dabei handelt es sich nicht um gängige Firmenvorstellungen und Führungen durch die Produktion, sondern die Studenten haben die Möglichkeit, einen Einblick in ihren späteren Arbeitsplatz zu bekommen und sich mit Ingenieuren und Managern auf Augenhöhe auszutauschen. Jede Firma sucht sich die Studenten aus, welche dann von den Universitäten abgeholt werden. Das FirmenShuttle bietet eine optimale Plattform, um Kontakte zu knüpfen und in den Beruf einzusteigen.

## Schweiz
IAESTE Switzerland arbeitet mit fast 30 Schweizer Hochschulen und 100 Schweizer Unternehmen zusammen, um Studierenden einzigartige Arbeitserfahrungen in der ganzen Welt zu ermöglichen. IAESTE ist auf die Vermittlung von Praktika für Studierende technischer und naturwissenschaftlicher Studienrichtungen spezialisiert, doch gelegentlich werden auch Stellen in anderen Gebieten angeboten.

### Organisationsstruktur
Ursprünglich gehörte IAESTE Switzerland zur ETH Zürich, ist aber seit 2005 ein unabhängiger und eigenständiger Verein. Die Vereinsmitglieder bilden das Nationalkomitee. Darin sind Vertreter aus Politik, dem Hochschulbereich, der Industrie, von Verbänden und der IAESTE Local Committees. Das Nationalkomitee wählt alle 2 Jahre einen Vorstand aus den eigenen Reihen.
Die Hauptgeschäftsstelle, das National Office, ist in Zürich angesiedelt. Seit 2007 gibt es außerdem eine Zweigstelle in Lausanne, welche sich um die Arbeit in der französischen Schweiz kümmert. Das National Office, seit 2012 unter der Leitung von Sabine Lenz, führt die Kerngeschäfte von IAESTE Switzerland aus und ist u. a. für die Vermittlung der Praktikanten ins Ausland, die Anstellung der ausländischen Praktikanten in der Schweiz, die Arbeitgebersuche und die Akquisition von Partnern verantwortlich.
Das National Office wird unterstützt durch die Local Committees (LC). In der Schweiz gibt es 4 solcher LCs: in Zürich, Basel, Bern und Lausanne. Sie kümmern sich hauptsächlich um die ausländischen Praktikanten in der Schweiz, suchen Unterkünfte und organisieren zahlreiche Events.

### Angebot für Studierende in der Schweiz
Studierende an einer Schweizer Universität oder (Fach-)Hochschule können sich bei IAESTE Switzerland um Praktika im Ausland bewerben, welche jeweils im Internet ausgeschrieben werden. Dabei fällt eine Bewerbungsgebühr und bei einer erfolgreichen Vermittlung eine Partizipationsgebühr an. Voraussetzung für eine Bewerbung ist die Immatrikulation an einer Schweizer Hochschule und ein abgeschlossenes 4. Studiensemester. Die fachlichen und sprachlichen Voraussetzungen variieren von Stelle zu Stelle. Die angebotenen Praktika dauern zwischen 6 Wochen und einem Jahr und werden vergütet.

### Angebot für Unternehmen und Organisationen in der Schweiz
Jedes Jahr schreiben zahlreiche Unternehmen und Organisationen Praktikumsstellen via IAESTE Switzerland aus. 2012 waren darunter Unternehmen wie Alstom, Nestlé, Herzog & de Meuron oder Doodle. Die Vermittlung eines ausländischen Praktikanten ist für die Arbeitgeber kostenlos. Der Arbeitgeber definiert das Profil und IAESTE Switzerland sucht dann den passenden Kandidaten.